# NGC 2263
NGC 2263 ist eine Balken-Spiralgalaxie vom Hubble-Typ SBab und liegt im Sternbild Großer Hund am Südsternhimmel. Sie ist schätzungsweise 114 Millionen Lichtjahre von der Milchstraße entfernt.
Das Objekt wurde am 20. Januar 1835 von John Herschel entdeckt.